# 北方町生涯学習センターきらり
北方町生涯学習センターきらり （きたがたちょうしょうがいがくしゅうセンターきらり）は、岐阜県本巣郡北方町にある複合施設（ホール・学習施設）。
堀伊木材がネーミングライツパートナー企業となっており、愛称は北方町ホリモク生涯学習センターきらりである。

## 施設概要

### ホール棟
中央座席の周りを円形状に座席が取り囲むという構造が特徴のホール。愛称はホリモクきらりホール。
収容人数は496名。
ステージは、エンドステージ型、張り出しステージ型、センターステージ型と、目的に応じての設営が可能。

### 学習棟
1階
- 創作室
- 相談室
- ふれあいサロン
- 情報スペース

2階
- 多目的スペース
- 会議室A
- チルドレンルーム

## 利用案内
- 営業時間：9：00～21：30
- 休館日：月曜日（その日が祝日休日の場合は、その翌日以降の最も早い平日）、年末年始（12月28日～1月4日）
- 利用料金：有料（事前予約が必要）

## アクセス

### 公共交通機関
- 岐阜バス「北方バスターミナル」より徒歩で約2分。
  - 岐阜駅（JR岐阜駅バスターミナル）より北方河渡線【G61】「芝原6丁目」、大野忠節線【C39】「大野バスセンター」・【C35】「パレットピアおおの」、モレラ忠節線【C36】「モレラ岐阜」・【C34】「北方バスターミナル」、真正大縄場線【O75】「北方バスターミナル」・【O81】「イオンタウン本巣」・【O85】「大野バスセンター」
  - 穂積駅より大野穂積線「大野バスセンター」

### 自動車
- 国道21号「穂積中原」交差点より北上、県道23号（本巣縦貫道）を約5km。

## 周辺施設
- 北方町役場
- 北方町立図書館
- 北方町コミュニティセンター
- 北方町立北学園
- 旧北方町立北方西小学校
- 円鏡寺
- アピタ北方店
- 北方バスターミナル